# Rabi Island
Rabi Island (Rambe Island) är en ö som hör till Fiji. Den ligger i Norra divisionen, i den västra delen av ögruppen och 250 km från huvudstaden Suva. Arean är 58 kvadratkilometer.
Terrängen på Rabi Island är lite kuperad. Öns högsta punkt är 449 meter över havet. Den sträcker sig 11,4 kilometer i nord-sydlig riktning, och 12,6 kilometer i öst-västlig riktning.  På Rabi Island växer i huvudsak städsegrön lövskog.
Ön Rabi var från början bebodd av melanesisk ursprungsbefolkning, Yavusa Sokula. Ön köptes 1902 av Lever Brothers som drev stora kopra-plantager för tvåltillverkning i Australien, och satte befolkningen i tvångsarbete. Där fanns också några hundra indiska kontraktsarbetare, men 1941 såldes ön till Storbritannien som tvångsförflyttade de befintliga invånarna till grannön Taveuni. År 1945 kunde britterna sedan flytta dit nästan samtliga invånare på ön Banaba som ligger i Kiribati, omkring 300 mil norr om Fiji. Syftet var att ge fritt spelrum för British Phosphate Company (BPC) som bröt fosfat på Banaba att använda som konstgödsel i Australien och Nya Zeeland.